# 2010 în sport

## Principalele evenimente sportive ale anului 2010
- De pe 19 ianuarie până pe 31 ianuarie: Campionatul European de Handbal Masculin din 2010 în  Austria
- De pe 10 ianuarie până pe 31 ianuarie: Cupa Africii pe Națiuni 2010 în  Angola
- De pe 6 februarie până pe 20 martie: Turneul celor Șase Națiuni
- De pe 12 februarie până pe 28 februarie: Jocurile Olimpice de iarnă din 2010, din Vancouver,  Canada
- De pe 14 martie până pe 14 noiembrie: Sezonul de Formula 1 din 2010
- De pe 22 martie până pe 28 martie: Campionatul Mondial de Patinaj Artistic 2010 în Torino,  Italia
- De pe 7 mai până pe 23 mai: Campionatul Mondial de Hochei pe Gheață 2010,  Germania
- De pe 11 iunie până pe 13 iulie: Campionatul Mondial de Fotbal 2010,  Africa de Sud
- De pe 17 iulie până pe 22 iulie: Campionatul European de Scrimă din 2010, Leipzig,  Germania
- De pe 24 iulie până pe 31 iulie: Campionatul European de Fotbal American 2010, Frankfurt pe Main,  Germania
- De pe 23 iulie până pe 1 august: Campionatul European de Baseball 2010,  Germania
- De pe 27 iulie până pe 1 august: Campionatul European de Atletism din 2010, Barcelona,  Spania
- De pe 4 august până pe 15 august: Campionatul European de Natație 2010, Budapesta,  Ungaria
- De pe 14 august până pe 26 august: Jocurile Olimpice de Tineret 2010,  Singapore
- De pe 23 august până pe 29 august: Campionatul Mondial de Badminton 2010,  Franța
- De pe 28 august până pe 12 septembrie: Campioantul Mondial de Baschet 2010,  Turcia
- De pe 29 august până pe 11 septembrie: Campionatul European de Polo pe Apă 2010,  Croația
- De pe 3 octombrie până pe 14 octombrie: Jocurile Commonwealth 2010, New Delhi,  India
- De pe 4 noiembrie până pe 13 noiembrie: Campionatul Mondial de Scrimă din 2010, Paris,  Franța
- De pe 7 decembrie până pe 19 decembrie: Campionatul European de Handbal Feminin din 2010,  Danemarca și  Norvegia

## Sport

### Automobilism
- De șapte ori campionul mondial al Formula 1, Michael Schumacher s-a reîntors în Marele Premiu în echipa Mercedes Grand Prix
- Sébastien Loeb a câștigat a șaptea oară campionatul mondial de raliu WRC împreună cu co-pilotul Daniel Elena și echipa Citroën Racing
- Sebastian Vettel a devenit cel mai tânăr câștigător al Formula 1 din istorie.